# Clémence Jacquinet
Clémence Jacquinet (França, 1865 - segle XX) fou una pedagoga racionalista francesa, directora de l'Escola Moderna i companya de Francesc Ferrer i Guàrdia entre 1901 i 1904.

## Biografia
Durant un temps va treballar a Egipte com a institutriu dels fills de Hassan Tewfiq Paixà, inspector de dominis de Tewfik Paixà, i va dirigir una escola a Sakha. El 1897 va conèixer a París Francesc Ferrer i Guàrdia, qui hi treballava com a professor de castellà. Quan Ferrer va fundar l'Escola Moderna a Alella la va cridar perquè hi col·laborés com a directora del centre i del butlletí del centre. Fou companya sentimental de Ferrer. Des de la seva fundació el 1901 fins que tancà el 1906, l'Escola Moderna del carrer de Bailén de Barcelona va obrir a tot Espanya, principalment a Catalunya, més de 35 noves escoles laiques i coeducadores que, a més, disposaven d'un planter de mestres dels dos sexes formats en les idees de Ferrer i Clemencia. Entre aquestes idees, les principals foren treure els nens i les nenes de les escoles, en activitats a l'aire lliure, la visita a museus i fàbriques, l'absència de premis i càstigs, la solidaritat entre els nens, l'interclassisme a l'escola, la divulgació de conceptes antimilitaristes i la difusió del racionalisme científic i de la literatura social. Clemencia va desenvolupar una àmplia labor de divulgació de les modernes idees franceses i europees en educació i va col·laborar en la redacció de nombroses obres relacionades amb l'educació. També va col·laborar amb la premsa obrera i anarquista-cultural de la seva època durant els anys viscuts a Barcelona. Però Clemencia Jacquinet va xocar també amb les idees de Ferrer, ja que ella defensava una concepció de l'ensenyament més academicista. Per això deixarà l'escola. La invisibilitat de la figura de Clemencia ens porta a demanar-nos per què en algunes obres sobre l'Escola Moderna no mereix ni una nota a peu de pàgina –tot i ser-ne la directora– i sí que en tenen, en canvi, molts dels col·laboradors puntuals. Aquesta invisibilitat comprèn també les altres professores de l'escola, com les germanes Vilafranca (Soledat serà una de les companyes de Ferrer) i altres. Totes van patir també la repressió, la presó i l'exili a la fi del 1909.
El 1903 va pronunciar una conferència a Barcelona, La sociología en la escuela, que fou publicada poc després. També va escriure alguns llibres. Jacquinet va publicar a la revista Natura de Barcelona.

## Obres
- Compendio de historia universal (1902)
- La sociología en la escuela (1903)
- Ibsen y su obra (1907)